# Domptail-en-l'Air
Domptail-en-l'Air é uma comuna francesa na região administrativa de Grande Leste, no departamento de Meurthe-et-Moselle. Estende-se por uma área de 3,13 km². Em 2010 a comuna tinha 72 habitantes (densidade: 23 hab./km²).